# Anant Prasad Sharma
Anant Prasad Sharma (Hindi: अनंत शर्मा, Telugu: అనంత్ ప్రసాద్ శర్మ; * 25. Dezember 1919 in Gaudarh, Britisch-Indien, heute: Distrikt Bhojpur, Bihar; † 11. Oktober 1988 in Neu-Delhi) war ein indischer Gewerkschaftsfunktionär und Politiker des Indischen Nationalkongresses (INC), der zwischen 1962 und 1967 und erneut von 1971 bis 1977 Mitglied der Lok Sabha, des Unterhauses, sowie zwischen 1968 und 1971, von 1978 bis 1983 und erneut zwischen 1984 und 1988 Mitglied der Rajya Sabha, des Oberhauses des Parlaments (Bhāratīya Sansad). Er fungierte von 1978 bis 1980 als Vorsitzender des Gewerkschaftsverbandes INTUC (Indian National Trade Union Congress) sowie zwischen 1980 und 1983 als Unionsminister im Kabinett Indira Gandhi III. Er war auch Gouverneur verschiedener Bundesstaaten und Unionsterritorien.

## Leben

### Gewerkschaftsfunktionär, Mitglied der Lok Sabha und der Rajya Sabha
Anant Prasad Sharma, Sohn von Ram Naresh Sharma, absolvierte nach dem Besuch der Dayananda-Anglo-Vedische (D. A. V.)-Schule in Asansol, der Mittelschule in Shahpurpatti sowie der Städtischen Schule in Arrah ein grundständiges Studium am Bihar National College der Patna University. Während des Studiums war er Assistierender Generalsekretär der All-Indischen Studentenföderation in Bihar. Er brach das Studium allerdings ab, um sich in der nationalen Unabhängigkeitsbewegung zu engagieren. Nach der Unabhängigkeit Indiens vom Vereinigten Königreich am 15. August 1947 begann er sein Engagement als Gewerkschaftsfunktionär und war zwischen 1949 und 1969 Generalsekretär des Nationalen Verbandes indischer Eisenbahner NFIR (National Federation of Indian Railwaymen), des vorherigen Indischen Nationalen Eisenbahnarbeiterverbandes INRWF (Indian National Railway Workers’ Federation). Zugleich wurde er 1951 Präsident der Gewerkschaft der Eisenbahnarbeiter der Südostbahn URWSER (Union of Railway Workers on South Eastern Railway) sowie 1954 auch Präsident der Gewerkschaft der Pressearbeiter der Ostbahn ERPWU (Eastern Railway Press Workers’ Union). 1956 war er Vertreter der indischen Gewerkschaften bei der Konferenz der Internationalen Arbeitsorganisation (ILO) in Genf.
Sharma wurde 1962 für den Indischen Nationalkongress (INC) im Wahlkreis Bihar-Buxur zum Mitglied der Lok Sabha, des Unterhauses des Parlaments (Bhāratīya Sansad), gewählt und gehörte dieser in der dritten Legislaturperiode bis 1967 an. Er fungierte zudem zwischen 1963 und 1968 als Organisationssekretär des Gewerkschaftsverbandes INTUC (Indian National Trade Union Congress) und war während seiner Parlamentszugehörigkeit zwischen 1965 und 1966 Mitglied des Exekutivvorstandes des INC in der Lok Sabha. Nach seinem Ausscheiden aus der Lok Sabha wurde er am 3. April 1968 Mitglied der Rajya Sabha, des Oberhauses des Parlaments, und gehörte dieser als Vertreter von Bihar bis zum 11. März 1971 an. Im Juli 1968 wurde er Präsident des INC im Bundesstaat Bihar sowie 1969 Präsident des Nationalen Verbandes indischer Eisenbahner NFIR und vertrat die indischen Gewerkschaften auch bei der Konferenz zum 50-jährigen Jubiläum zur Gründung der ILO in Genf im Juni 1969. Darüber hinaus war er zwischen Januar 1970 und April 1971 Ständiger Sondergast des Arbeitsausschusses des INC.
1971 wurde Anant Sharma für den Wahlkreis Bihar-Buxur abermals zum Mitglied der Lok Sabha gewählt und gehörte dieser in der fünften Legislaturperiode bis 1977 an. 1971 wurde er Vorsitzender des Petitionsausschusses der Lok Sabha. Im Kabinett Indira Gandhi II war er zwischen 1974 und 1977 Staatsminister für Industrie und zivile Versorgung. Nach seinem Ausscheiden aus der Lok Sabha gehörte er für den Bundesstaat Bihar vom 10. April 1978 bis zum 19. Februar 1983 erneut der Rajya Sabha als Mitglied an. Als Nachfolger von Bijoy Chandra Bhagavati wurde er darüber hinaus im Oktober 1978 Vorsitzender des Gewerkschaftsverbandes INTUC und hatte diese Funktion bis November 1980 inne, woraufhin N. K. Bhatt ihn ablöste.

### Unionsminister, Gouverneur von Punjab und Westbengalen
Im Kabinett Indira Gandhi III übernahm er 14. Januar 1980 zunächst das Amt als Minister für Transport und Schifffahrt und hatte dieses bis zum 19. Oktober 1980. Im Zuge dieser Kabinettsumbildung war er im Anschluss zwischen dem 19. Oktober 1980 und dem 2. September 1982 Minister für Tourismus und Zivilluftfahrt sowie nach einer weiteren Regierungsumbildung vom 2. September 1982 bis zum 14. Februar 1983 Kommunikationsminister.
Als Nachfolger von Surjit Singh Sandhawalia wurde Sharma daraufhin am 21. Februar 1983 Gouverneur von Punjab und bekleidete dieses Amt bis zum 9. Oktober 1983, woraufhin Bhairab Dutt Pande ihn ablöste. Er selbst wiederum löste Bhairab Dutt Pande am 10. Oktober 1983 als Gouverneur von Westbengalen ab und hatte dieses Amt bis zu seiner Ablösung durch Satish Chandra am 15. August 1984 inne. Danach wurde er am 22. August 1984 für den Bundesstaat Bihar noch einmal Mitglied der Rajya Sabha und gehörte dieser bis zum 2. April 1988 an.
Aus seiner Ehe mit Tara Devi gingen zwei Söhne und vier Töchter hervor.